# Averil Murphy
Averil Murphy (* 17. Dezember 1947 als Averil Morris) ist eine ehemalige englische Squashspielerin.

## Karriere
Averil Murphy war in den 1970er- und 1980er-Jahren als Squashspielerin aktiv. Mit der englischen Nationalmannschaft wurde sie gemeinsam mit Lesley Moore und Teresa Lawes in den Jahren 1978 und 1979 Europameisterin. 1979 nahm sie auch an der Weltmeisterschaft im Einzel teil und erreichte bei dieser die zweite Runde, in der sie gegen Jayne Ashton in drei Sätzen ausschied.
Auch nach ihrer aktiven Karriere war Murphy noch insbesondere in den Masters-Altersklassen aktiv und erfolgreich. Mehrfach wurde sie sowohl britische Seniorenmeisterin als auch Senioren-Weltmeisterin.

## Erfolge
- Europameisterin mit der Mannschaft: 1978, 1979